# ندرویتون
ندرویتون (به انگلیسی: Netherwitton) یک روستا و محله مدنی در بریتانیا است که در نورث‌آمبرلند واقع شده‌است. ندرویتون ۲۷۲ نفر جمعیت دارد.